# Мидкифф, Дейл
Дейл А́лан Ми́дкифф (англ. Dale Alan Midkiff, род. 1 июля 1959, Чанс, Мэриленд) — американский актёр. Наиболее известен по роли Луиса Крида в фильме «Кладбище домашних животных» и Дэриена Ламберта в телесериале «Следы во времени».

## Биография
Дейл Алан Мидкифф родился в городе Чанс, штат Мэриленд, в семье Томаса и Джойс Мидкифф. Он является вторым из шести детей в семье; у него шестеро братьев и одна сестра. Мидкифф учился в средней школе «Эджвуд» недалеко от Балтимора. Он впервые появился на сцене в местном детском спектакле, сыграв Джека в постановке «Джека и бобового стебля». В 1977 году он окончил школу и выиграл школьную театральную премию. Мидкифф поступил в Салисбергский университет в Мэриленде, специализируясь в коммуникациях, английском и философии. После выпуска он переехал в Нью-Йорк, где работал на многих необычных работах, в том числе быстро переодевал за кулисами танцовщиц в Рокфеллеровском центре.

## Личная жизнь
В 1997 году Мидкифф женился на Джоан О’Коннор. У супругов трое детей.

## Избранная фильмография
| Год       |    | Русское название                            | Оригинальное название                          | Роль                       |
| --------- | -- | ------------------------------------------- | ---------------------------------------------- | -------------------------- |
| 1985      | ф  | Древнейшая профессия                        | Streetwalkin’                                  | Дюк                        |
| 1986      | тф | Даллас: Ранние годы                         | Dallas: The Early Years                        | Джок Юинг                  |
| 1988      | ф  | Просто секс?                                | Casual Sex?                                    | привлекательный незнакомец |
| 1989      | ф  | Кладбище домашних животных                  | Pet Sematary                                   | Луис Крид                  |
| 1992      | ф  | Любовный напиток № 9                        | Love Potion # 9                                | Гэри Логан                 |
| 1993—1994 | с  | Следы во времени                            | Time Trax                                      | Дэриен Ламберт             |
| 1994      | тф | Сжигающая страсть: История Маргарет Митчелл | A Burning Passion: The Margaret Mitchell Story | Ред                        |
| 1995      | тф | Ночные пришельцы                            | Visitors Of The Night                          | шериф Маркус Эшли          |
| 1998—2000 | с  | Великолепная семёрка                        | The Magnificent Seven                          | Бак Уилмингтон             |
| 1999      | с  | За гранью возможного                        | The Outer Limits                               | Том Купер                  |
| 2000      | ф  | Ворон 3: Спасение                           | The Crow: Salvation                            | Винсент Эрлих              |
| 2001      | с  | C.S.I.: Место преступления                  | CSI: Crime Scene Investigation                 | профессор Роберт Вудбери   |
| 2001      | ф  | Шоссе 666                                   | Route 666                                      | Пи Ти                      |
| 2005      | с  | Без следа                                   | Without a Trace                                | Эдди Фергюсон              |
| 2006      | с  | Расследование Джордан                       | Crossing Jordan                                | Джерри Миллер              |
| 2007      | с  | C.S.I.: Место преступления Майами           | CSI: Miami                                     | Даг Макклейн               |
| 2007      | с  | Декстер                                     | Dexter                                         | мистер Уилсон              |
| 2009      | с  | Мыслить как преступник                      | Criminal Minds                                 | Гил Боннер                 |
| 2009      | с  | Обмани меня                                 | Criminal Minds                                 | Сэмюел Уинн                |
| 2013      | с  | Список клиентов                             | The Client List                                | Джей Ди Уитман             |
| 2014      | с  | Касл                                        | Castle                                         | шериф Конклин              |